# Dnevnik jedne sobarice
Dnevnik jedne sobarice (franc.: Le Journal d'une femme de chambre) roman je francuskog spisatelja Octavea Mirbeaua, оbjavljen 1900., potkraj afere Dreyfus.  
Kroz pogled jedne sobarice čijem oku ne izmiče nijedan porok njezinih gospodara, Octave Mirbeau otkriva naličje kazališnog dekora svijeta i omogućava nam prodrijeti iza kulisa vladajuće klase. Otkriva društveni pakao i moderno ropstvo koje predstavlja sudbina posluge. Prije Jean-Paula Sartrea, on pokušava izazvati kod čitatelja pravu egzistencijalnu mučninu kako bi izazvao njegovu reakciju. 
Dnevnik jedne sobarice preveden je na hrvatski jezik pod tim naslovom 1970. (Zagreb, Matica hrvatska). Postoje i dvije filmske adaptacije ovoga romana, čiji su autori Jean Renoir (1946.) i Luis Buñuel (1964).

## Vanjske poveznice
- Оctave Мirbeau, Le Journal d'une femme de chambre.
- Оctave Мirbeau, Celestine : The Diary of a Chambermaid.